# ارنی کلاگهان
ارنی کلاگهان (انگلیسی: Ernie Callaghan; ۲۱ ژانویهٔ ۱۹۱۰ – ۳ مهٔ ۱۹۷۲) بازیکن فوتبال اهل بریتانیا بود.
از باشگاه‌هایی که در آن بازی کرده‌است می‌توان به باشگاه فوتبال استون ویلا اشاره کرد.